# Karbonade

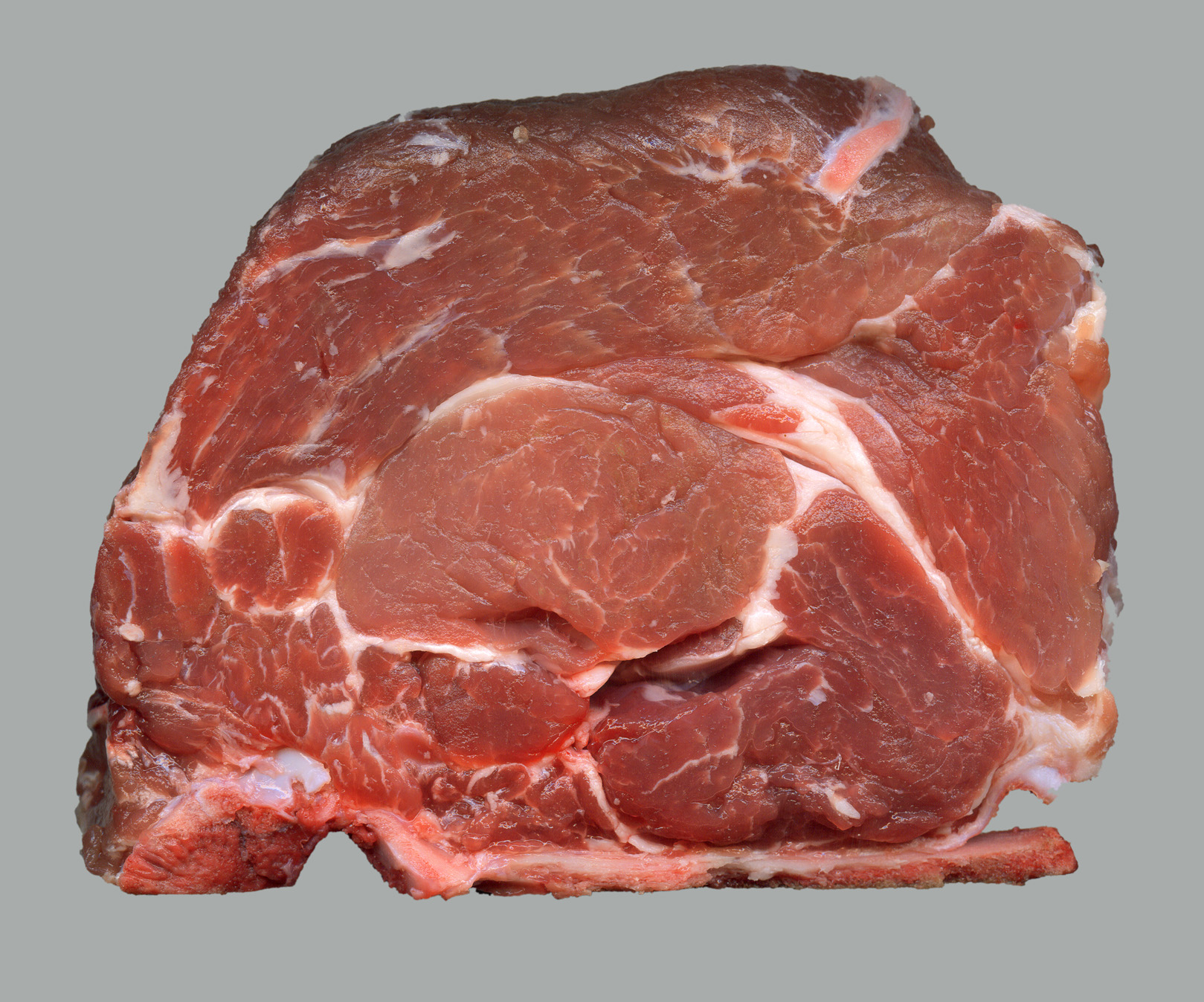
Varkenskarbonade

Een karbonade (of kotelet) is een stuk klein vlees, gesneden van schouder of rug van varken, lam of kalf. De meeste in de supermarkt verkrijgbare karbonades zijn van varkensvlees. Het is een betrekkelijk goedkope vleessoort. Daar staat echter tegenover dat er vaak botstukken in zitten die als vlees moeten worden betaald. Karbonade zonder bot is procureur.
De benamingen karbonade en kotelet worden in Nederland veelal door elkaar gebruikt, maar er is wel degelijk verschil. Wanneer een stuk varkensvlees zodanig is gesneden dat het een rib bevat, dan is het een kotelet. Alle andere kleine stukken vlees met bot heten officieel karbonade.
Het Franse woord slaat ook op sommige stoofschotels van rundvlees met rode wijn uit de Midi, en carbonade à la flamande (stoverij), een Vlaamse specialiteit van stukjes rundvlees die na aanbraden gaar worden gestoofd met uien en bier. Het woord karbonade is afkomstig van het Italiaanse carbonata ('geroosterd op houtskool'). 

## Taalverschillen
In Nederland is de karbonade in feite hetzelfde als een kotelet, hoewel de laatste benaming meer voor lam- en kalfsvlees wordt gebruikt.

In Vlaanderen wordt het woord "karbonade" veel minder gebruikt. Het standaardwoord is kotelet; dit wordt vooral gebruikt voor varkensvlees. In het dialect wordt op veel plaatsen ook kortelet gezegd.